# Национальный центр по комплексной переработке минерального сырья Республики Казахстан
Национальный центр по комплексной переработке минерального сырья Республики Казахстан (РГП НЦ КПМС РК) — республиканское государственное предприятие, осуществляет и координирует исследования в горнометаллургическом комплексе, в экологии, в сопутствующих химико-технологических предприятиях.
Является крупнейшим научно-производственным центром Казахстана и Центральной Азии в области добычи, обогащения и переработки минерального сырья.
В состав РГП НЦ КПМС РК входят:
- Институт горного дела имени Кунаева (Алма-Ата)
- Восточный научно-исследовательский горно-металлургический институт цветных металлов (Усть-Каменогорск)
- Химико-металлургический институт имени Абишева (Караганда)
- Государственное научно-производственное объединение промышленной экологии «Казмеханобр» (Алма-Ата)
- ОАО «Казчерметавтоматика» (Караганда)
- Журнал «Промышленность Казахстана».